# 理學碩士

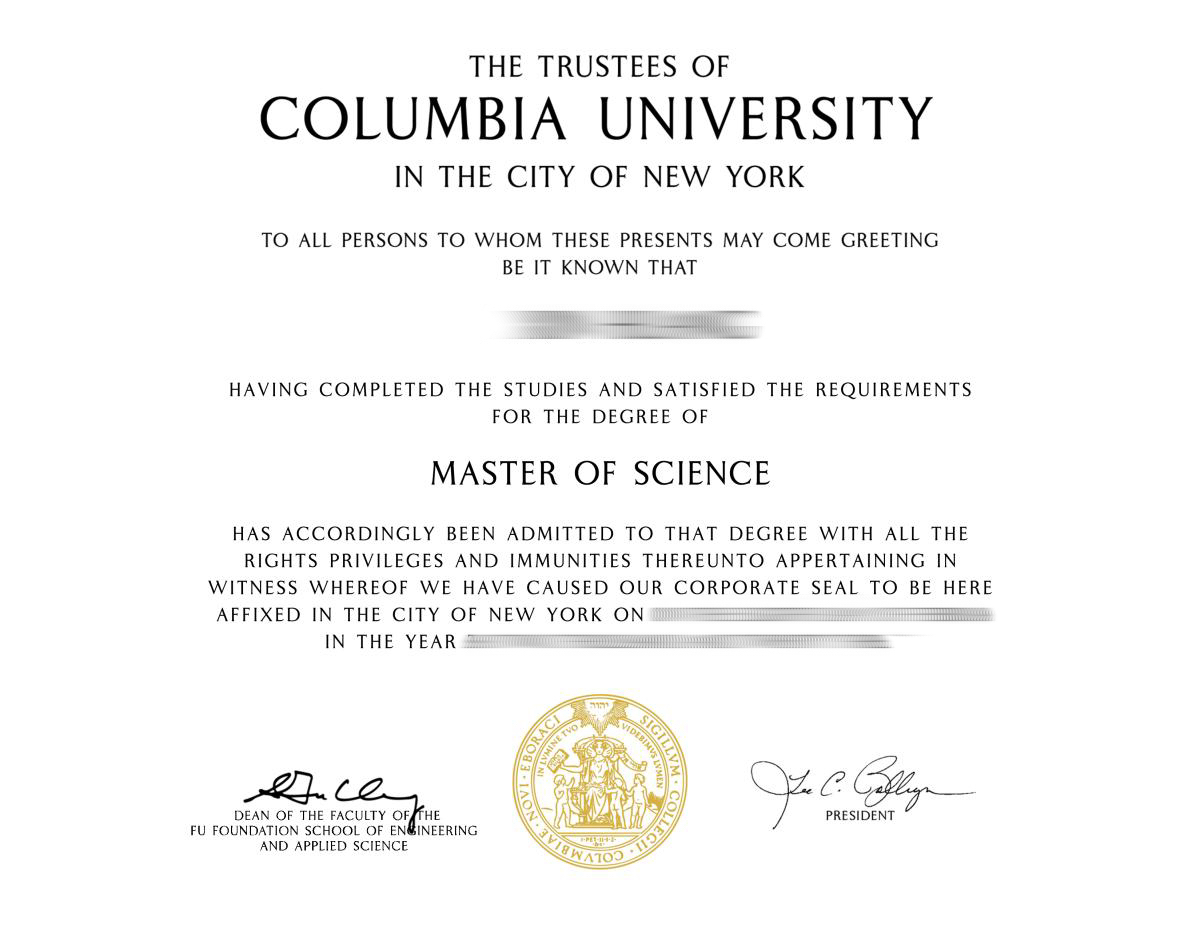
美国哥伦比亚大学理学硕士学位

理學碩士（英語：Master of Science；缩写为 M.S. 或 S.M.），是在一些國家中頒發給學習自然科學與社會科學方面碩士級課程的學位。

## 美國
在美國教育中，理學碩士一般僅頒發給已擁有學士學位者，並通常是頒發博士學位的前提。